# Viehkogel
Le Viehkogel est une montagne culminant à 2 158 mètres d'altitude dans le massif des Alpes de Berchtesgaden.

## Géographie

### Situation
Le Viehkogel se situe dans le chaînon du Steinernes Meer à la frontière entre l'Allemagne et l'Autriche.
L'attrait particulier du Viehkogel résulte du fait qu'il s'agit d'un inselberg qui offre une vue dégagée de tous les côtés. En raison de sa faible hauteur, cependant, la vue est limitée à la Steinernes Meer ; d'autres montagnes comme celles des Hohe Tauern ne sont pas visibles. De plus, des montagnes plus hautes masquent la vue immédiate du lever du soleil (couvert par le Funtenseetauern) et du coucher du soleil (couvert par la crête sommitale entre les Breithorn et Schindlköpf).

## Ascension
Le Viehkogel est généralement gravi depuis le Kärlingerhaus près du lac Funten, d'où un chemin permet en environ 2 heures d'atteindre le sommet. Malgré le balisage et une bonne visibilité constante, c'est un sentier de randonnée exigeant car, surtout sur la pente du sommet, il y a des endroits très escarpés avec un risque de glissade.
Les alpinistes expérimentés peuvent descendre du sommet du Viehkogel directement au lac Funten. Cette descente mène, en évitant les parois les plus raides sur la gauche, à travers des pentes herbeuses et un bois de pins de montagne.